# Amanita cokeri
Amanita cokeri, thường được biết đến với tên Coker's Amanita, là một loài nấm trong họ Amanitaceae. Nó là nấm độc. Nó được miêu tả đầu tiên là Lepidella cokeri năm 1928, nó được xếp vào chi Amanita năm 1940.

## Hình ảnh

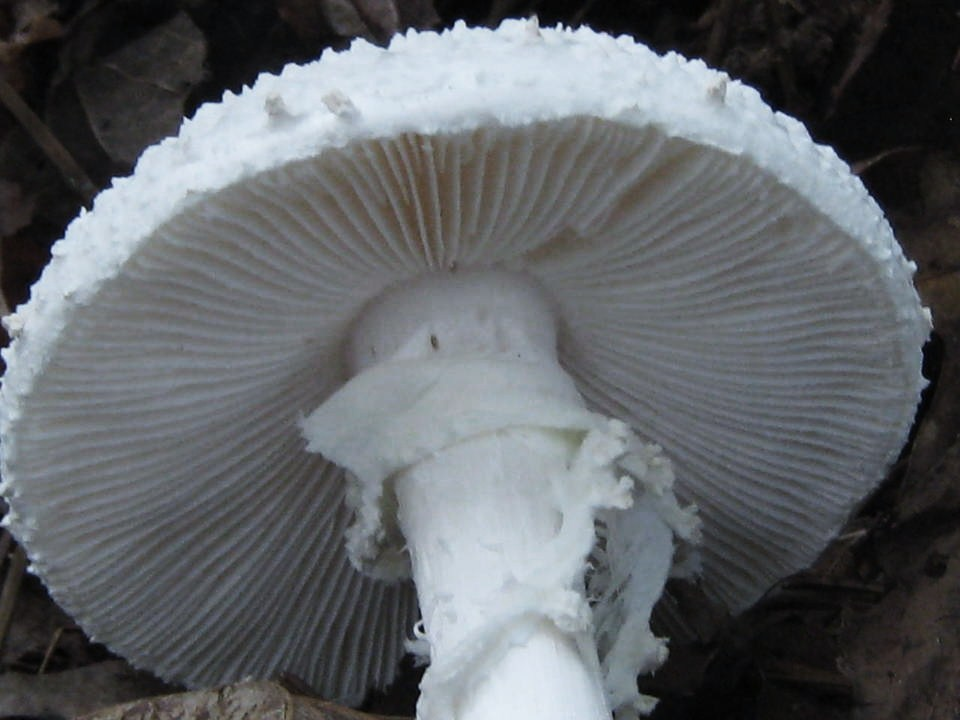
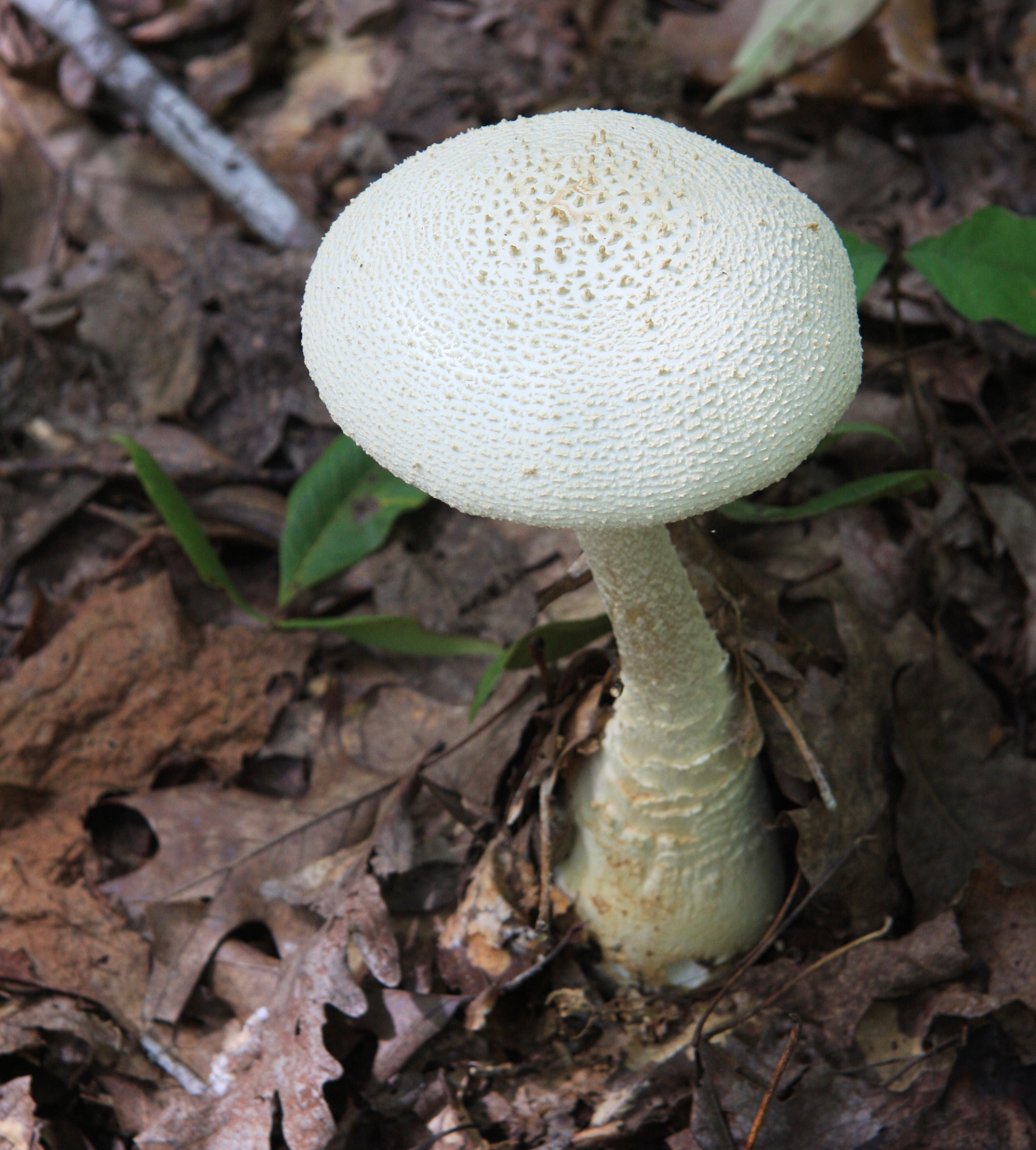
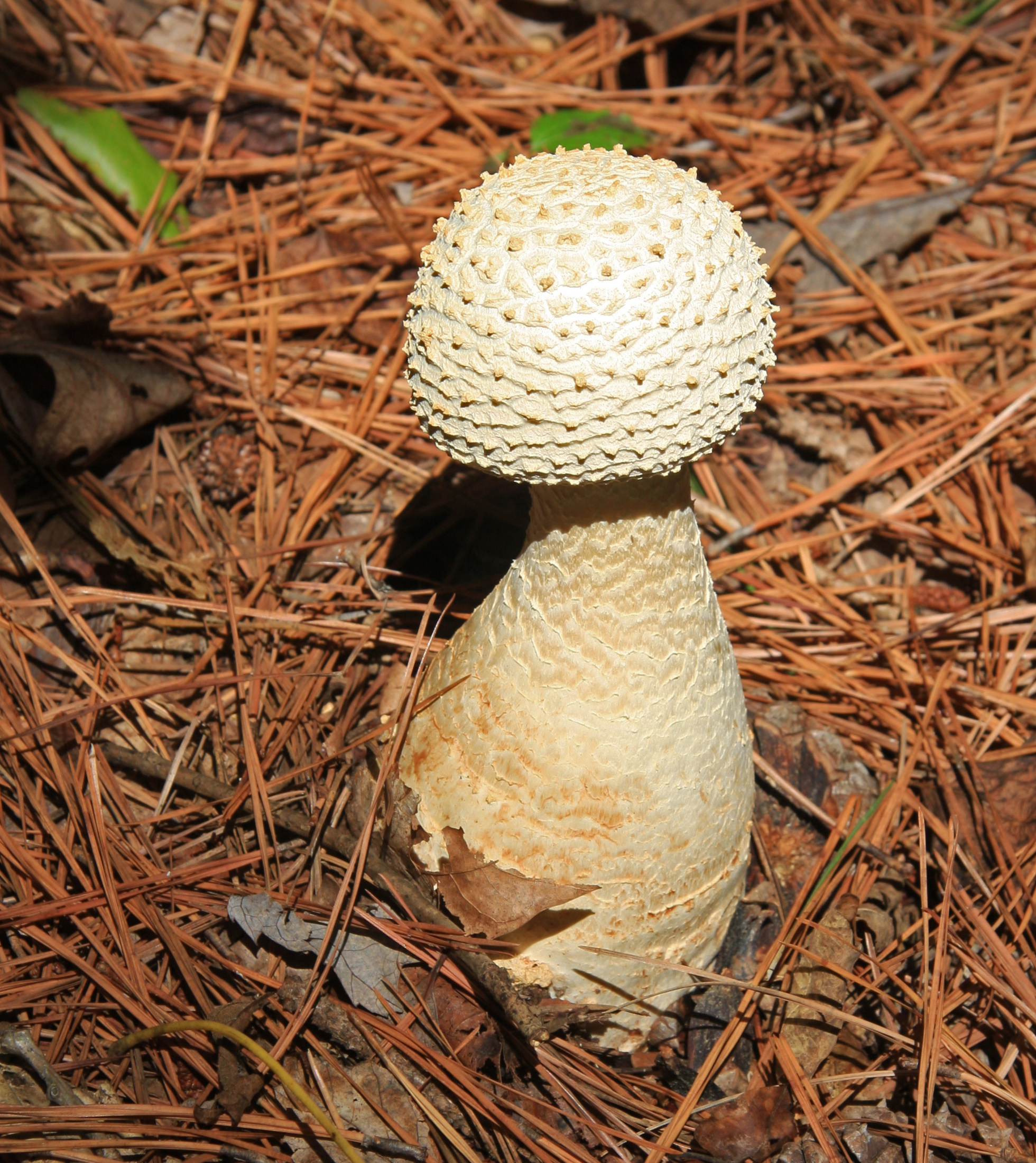